# ミロシュ・ミロイェヴィッチ
ミロシュ・ミロイェヴィッチ（セルビア語: Милош Милојевић, ラテン文字転写: Miloš Milojević、1982年9月29日 - ）は、セルビアとアイスランドの元サッカー選手、サッカー指導者。ポジションはディフェンダー。アル・ワスルFC監督。

## 経歴
2022年8月26日、辞任したデヤン・スタンコヴィッチの後任としてレッドスター・ベオグラードの監督に就任した。
2023年5月18日、レッドスターの監督を退任することが発表された。

## タイトル

### 指導者時代
ミェルビーAIF
- スーペルエッタン：1回（2019）
- エッタン・フットボール：1回（2018）

マルメFF
- スウェーデンカップ：1回（2021-22）

レッドスター・ベオグラード
- セルビア・スーペルリーガ：1回（2022-23）
- セルビア・カップ：1回（2022-23）

アル・ワスルFC
- UAEプロリーグ：1回（2023-24）
- UAEプレジデントカップ：1回（2023-24）

### 個人
- セルビア・スーペルリーガ最優秀監督：1回（2022-23）